# Айгулево
Айгулево (баш. Айгөл) — село в Стерлитамакском районе Республики Башкортостан Российской Федерации. Административный центр Айгулевского сельсовета.

## География

### Географическое положение
Находится на левом берегу реки Ашкадар, недалеко от места впадения реки Сухайли.
Расстояние до:
- районного центра (Стерлитамак): 20 км,
- ближайшей ж/д станции (Стерлитамак): 20 км.

## Население
| 2002 | 2009 | 2010 |
| ---- | ---- | ---- |
| 635  | ↗666 | ↘641 |

Национальный состав
Согласно переписи 2002 года, преобладающая национальность — чуваши (53 %). Согласно переписи 2020-2021 годов, русский язык родным назвали 38,2% жителей, чувашский 31,7%, башкирский 16,1%, татарский 11,9%.